# Mario Maggi

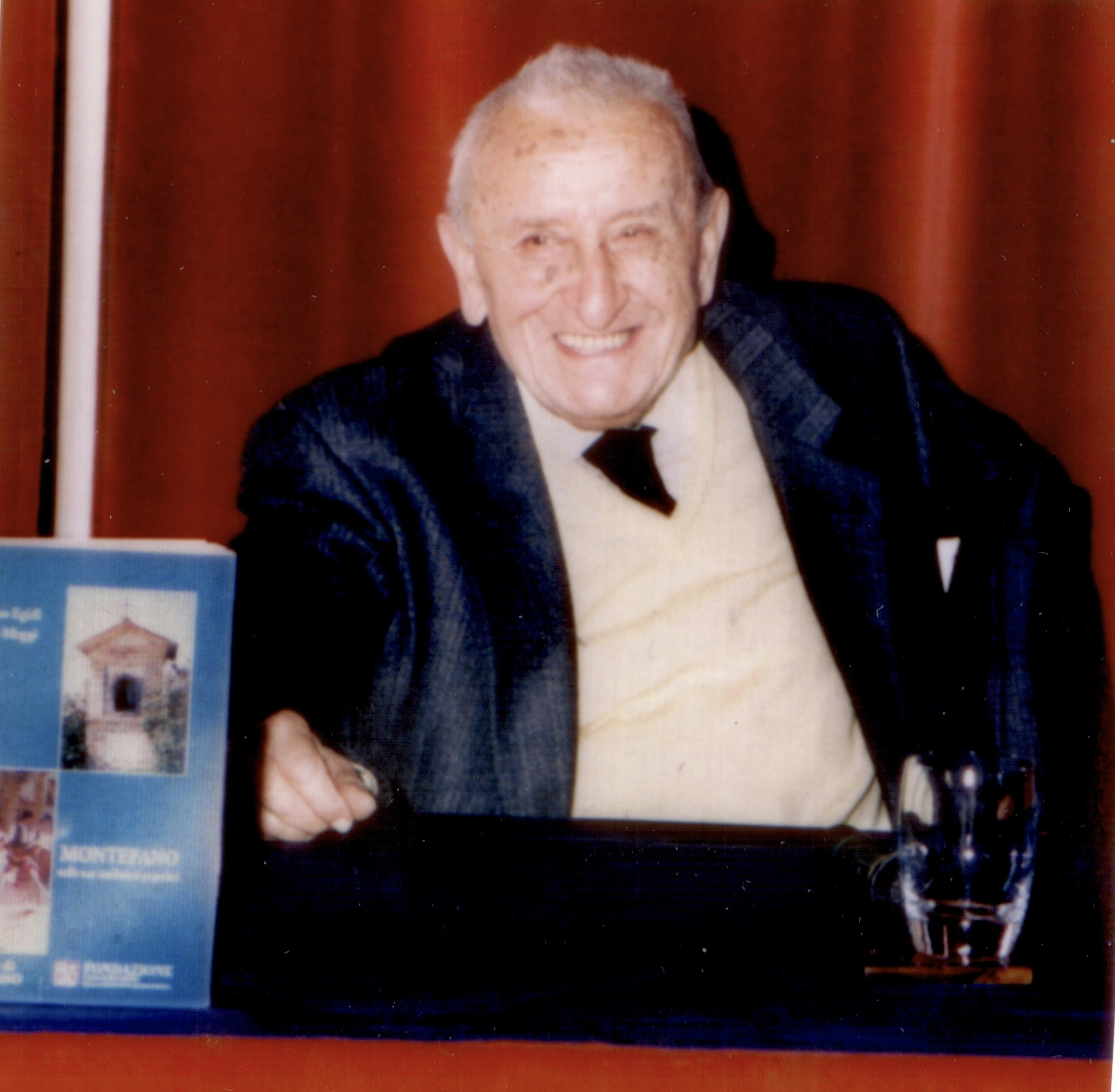
Mario Maggi alla presentazione di uno dei suoi libri storici

Mario Maggi (Montefano, 27 maggio 1924 – Recanati, 2 aprile 2013) è stato uno storico e oplologo italiano.

## Biografia
Mario Maggi frequentò il Liceo Scientifico di Macerata e successivamente si laureò in Medicina veterinaria all'Università degli Studi di Camerino. 

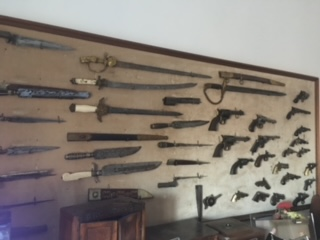
Parte della sua collezione

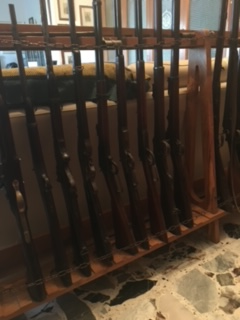
Parte della sua collezione

Oltre alla professione di veterinario e di professore di matematica e scienze, svolse quella di giornalista per il Resto del Carlino e di storico, cultore della storia locale. Per le sue ricerche si avvaleva del materiale delle biblioteche civiche e di quello custodito nei conventi e nei monasteri, perlopiù inedito. Scrisse diversi libri di storia e si occupò di Oplologia, divenendo uno dei massimi esperti di armi antiche. Iniziò collezionando armi di diversi periodi storici per specializzarsi in seguito con quelle relative alla Guerra di Secessione americana. La sua collezione di Colt, Smith & Wesson e Winchester è una delle più rare al mondo.
È morto il 2 aprile del 2013 all'età di 89 anni.
Nell'ultimo periodo della sua vita si stava occupando della stesura di un testo sugli strumenti di misura dall'Antica Roma ai secoli successivi, rimasta incompiuta.

## Opere
- Luciano Egidi , Mario Maggi, I Servi di Maria nella storia di Montefano, Todi, Convento San Filippo Benizi, 1983., dedicato alla storia del convento dei Servi di Maria. (Nell'opera Luciano Egidi ha collaborato in qualità di consulente per la correzione delle bozze)
- Mario Maggi Montefano Ieri - Avvenimenti Istituzioni Uomini, Comune di Montefano, 1991.[4], narra aspetti significativi di Montefano dalla seconda metà dell'800 al 1945[5]. (Nell'opera Luciano Egidi ha collaborato in qualità di consulente per la correzione di bozze)
- Mario Maggi Memorie Storiche di Monte Fano nella Marca, Comune di Montefano, 1998.[6][7], ricerca storica basata su antichi documenti[8]. (Nell'opera Luciano Egidi ha collaborato in qualità di consulente per la correzione di bozze)
- Mario Maggi Montefano nelle sue tradizioni popolari, Cassa di Risparmio della Provincia di Macerata, 2003., ristampato a cura dell'Amministrazione comunale di Montefano nel 2013[9]. (Nell'opera Luciano Egidi ha collaborato in qualità di consulente per la correzione di bozze)
- Mario Maggi e Giuliano Calcagni, Montefiore di Recanati[10][11]., libro che ripercorre la storia del Castello di Montefiore
- Nicla Mazzara Morresi La cucina marchigiana tra storia e folclore. Edizioni Fratelli Anniballi, 1987,[12], in qualità di consulente per le ricette storiche marchigiane inedite.